# Moder Armenien

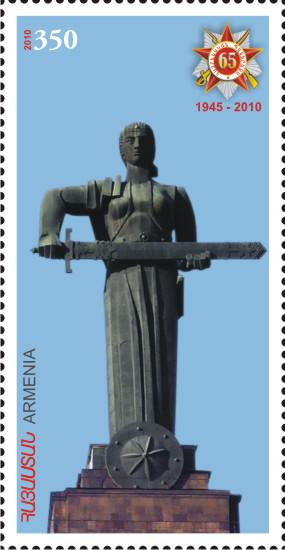
Skulpturen på ett armeniskt frimärke år 2010.

Moder Armenien (armeniska: Մայր Հայաստան, Majr Hajastan) är Armeniens kvinnliga personifikation. Den största skulpturen av henne står i Segerparken i Armeniens huvudstad Jerevan. 
Den nuvarande statyn ersatte ett monument föreställande Josef Stalin som restes som ett segerminne efter det man i Ryssland kallar det "stora fosterländska kriget". Under Stalins styre översågs bygget av Grigor Harutjunjan (1900–1957), förstesekreterare i det armeniska kommunistpartiet, tillsammans med medlemmar från regeringen tills den färdigställdes och avtäcktes den 29 november 1950. Statyn sågs som ett av skulptören, Sergej Merkurovs  (1881–1952), mästerverk. Piedestalen ritades av arkitekten Rafajel Israjeljan.
Under tövädret togs Stalinstatyn bort våren 1962, varefter den byttes ut mot den nuvarande statyn, skapad av Ara Harutiunjan. Själva statyn är 22 meter hög och hela monumentet 51 meter högt, inklusive piedestalen. Statyn är gjord av koppar, medan fundamentet är byggt i basalt.
I fundamentet ligger ett krigshistoriskt museum om andra världskriget (se ovan).

## Bildgalleri

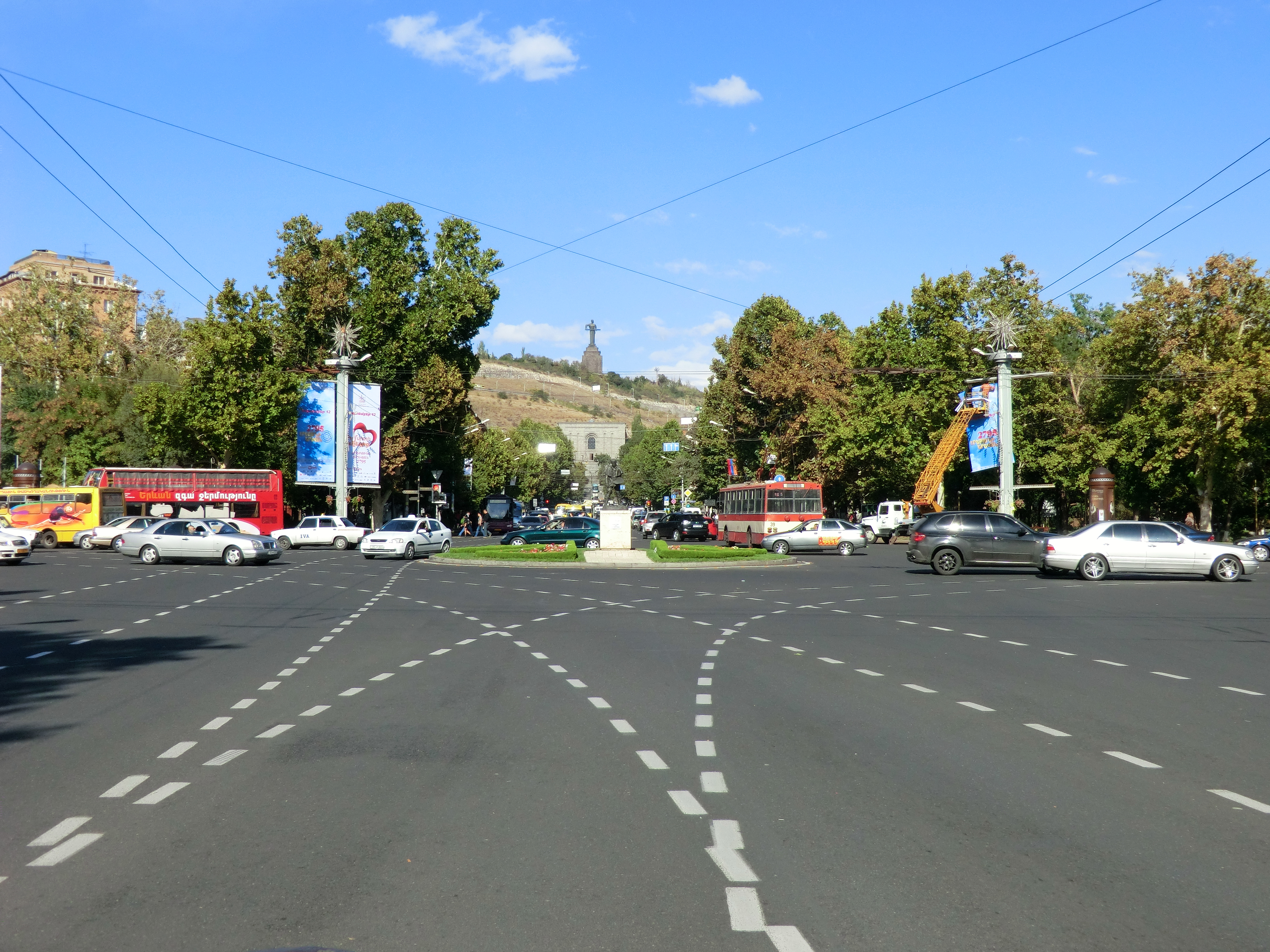
Foto från Frankrikeplatsen mot nordost, med Moder Armenienskulpturen i fonden.
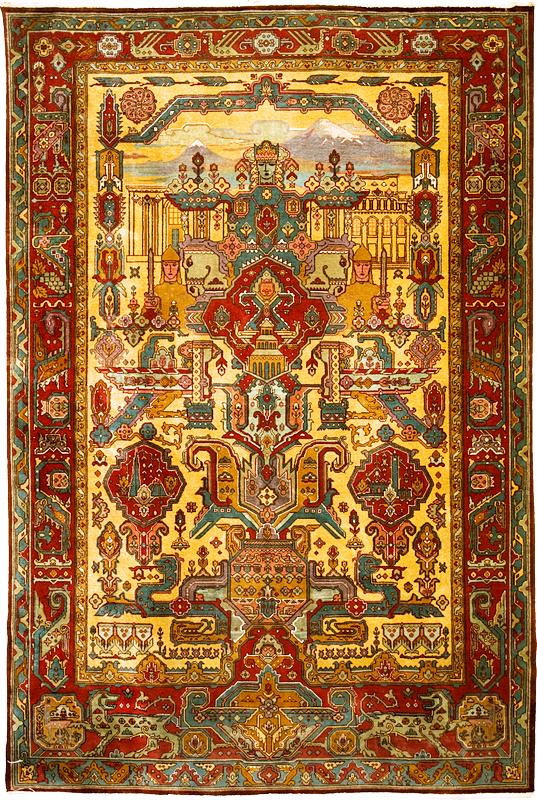
Armenisk matta med Moder Armenienmotiv.